# Acosmium fallax
Acosmium fallax är en ärtväxtart som först beskrevs av Paul Hermann Wilhelm Taubert, och fick sitt nu gällande namn av Gennady Pavlovich Yakovlev. Acosmium fallax ingår i släktet Acosmium och familjen ärtväxter. Inga underarter finns listade i Catalogue of Life.